# Матюшин, Вадим Александрович
Вадим Александрович Матюшин — старший лейтенант Вооружённых Сил СССР, участник войны в Афганистане, погиб при исполнении служебных обязанностей, кавалер орденов Красного Знамени (посмертно) и Красной Звезды.

## Биография
Вадим Александрович Матюшин родился 15 мая 1964 года в городе Львове. В юном возрасте он уехал на Дальний Восток, в город Уссурийск Приморского края, где поступил в местное суворовское военное училище. В 1981 году он окончил его, после чего поступил в Киевское высшее общевойсковое командное училище. Учился на разведывательном факультете, характеризовался исключительно положительно, был отличником учёбы, активно занимался спортом. В 1985 году с отличием окончил училище, после чего был направлен для дальнейшего прохождения службы в части специального назначения. Служил на командных должностях в 14-й бригаде специального назначения.
В сентябре 1986 года Матюшин был направлен в Демократическую Республику Афганистан, где стал командиром группы отдельного отряда специального назначения. Участвовал в 32 боевых выходах, в том числе в проведении специальных операций по разгрому формирований моджахедов. Неоднократно отличался в боях. Так, 15 октября 1987 года Матюшину со своим отрядом удалось уничтожить гранатомётный и миномётный расчёты, не понеся при этом потерь в собственном личном составе. 22 октября 1987 года в районе населённого пункта Джигдолай афганской провинции Парван группа приняла бой против полутора десятков афганских боевиков, уничтожив десять из них, а также захватив вооружение, боеприпасы и документы. За многочисленные боевые заслуги Матюшин был удостоен ордена Красной Звезды.
27 ноября 1987 года под городом Асадабадом в провинции Кунар расположение отряда было обстреляно реактивными снарядами. Матюшин, взяв с собой радиста Сергея Лисовского, вылетел на вертолёте для корректировки артиллерийского огня по противнику. На подлёте к сторожевой заставе «Лахорсар» этот вертолёт был сбит выстрелом из переносного зенитно-ракетного комплекса «Стингер». Все находившиеся на борту военнослужащие, включая Матюшина, погибли. Похоронен он на Аллее Славы городского кладбища в городе Уссурийске Приморского края. Посмертно старший лейтенант Вадим Александрович Матюшин был удостоен второго ордена — Красного Знамени.

## Память
- В честь Вадима Матюшина названа улица в городе Уссурийске Приморского края[2][4].
- На здании 6-й роты Уссурийского суворовского военного училища, где учился Матюшин, установлена мемориальная доска[5].
- На могиле Матюшина на средства ветеранов спецназа ГРУ в 2010-е годы был установлен новый памятник.
- Имя Вадима Матюшина носит стипендия, присуждающаяся ежегодно лучшему выпускнику Уссурийского суворовского училища.
- Имя Вадима Матюшина носит проводящийся ежегодно футбольный турнир, организованный Приморской краевой организацией ветеранов локальных войн и вооружённых конфликтов.